# Calvera (Huesca)
Calvera (Calbera en catalán ribagorzano) es una pequeña localidad española perteneciente al municipio de Beranuy, en la Ribagorza, provincia de Huesca, Aragón. Desde el año 2000 su población oscila sobre los 12 habitantes. Su lengua propia es el catalán ribagorzano.

## Monumentos
- Iglesia parroquial de San Andrés del siglo XI pero reformada en los siglos XIII y XVI y restaurada en el XX.[2][3]
- Restos del castillo medieval.[2][3]
- Ermita de San Valero, románica del siglo XI. De una nave y ábside semicircular; la cubierta es de losas, se conservan los arranques de la bóveda de cañón y el conjunto está construido con sillarejo. Está situada al sur de Calvera y su acceso no es fácil.[4]
- Ermita de Santa María de la Cuadra, del siglo XII, de estilo románico-lombardo. Se planteó como un templo de tres naves, aunque solo se construyeron la central cubierta con bóveda de cañón sustentada por un arco fajón y la lateral que da al norte. Se conserva un ábside semicircular con bóveda de cuarto de esfera, ventana central y arquillos ciegos propios del románico lombardo. Se encuentra a unos veinte minutos andando desde Calvera. En la actualidad se emplea como establo.[5]
- Monasterio de Obarra

## Geografía
Se encuentra justo ante el desfiladero de la Croqueta o congosto de Obarra.

## Demografía
| Gráfica de evolución demográfica de Calvera entre 1842 y 1960 |
| |
| Población de derecho según los censos de población del INE Población de hecho según los censos de población del INEEntre el censo de 1970 y el anterior, este municipio desaparece porque se integra en el municipio Veracruz |

## Fiestas
- 15 de agosto en honor a la Asunción.[2]